# Hyphoraia crocea
Hyphoraia crocea är en fjärilsart som beskrevs av G. Schultz 1908. Hyphoraia crocea ingår i släktet Hyphoraia och familjen björnspinnare. Inga underarter finns listade i Catalogue of Life.